# Mapimí (municipi)
Mapimí és un municipi de l'estat de Durango. Mapimí és el cap de municipi i principal centre de població d'aquesta municipalitat. Aquest municipi és a la part sud de l'estat de Durango. Limita al nord amb els municipis de Canatlán, al sud amb Mezquital, a l'oest amb Riva Palacio i a l'est amb Cuencamé.